# Basiglio
Basiglio ist eine italienische Gemeinde mit 7931 Einwohnern (Stand 31. Dezember 2023) in der Metropolitanstadt Mailand, Region Lombardei. Basiglio grenzt an die Gemeinde Pieve Emanuele und befindet sich Luftlinie nur etwa 10 Kilometer von Mailand entfernt.

## Bevölkerungsentwicklung
Basiglio zählt 3263 Privathaushalte. Zwischen 1991 und 2001 stieg die Einwohnerzahl von 6552 auf 8336. Dies entspricht einem prozentualen Zuwachs von 27,2 %. Der sprunghafte Bevölkerungsanstieg zwischen 1981 und 1991 ist damit zu erklären, dass in den späten 1970er Jahren massive Wohnungsbaumaßnahmen mit der Bezeichnung Milano 3 stattfanden. Silvio Berlusconi war für die Bauprojekte mit seiner EDILNORD-Holding verantwortlich.